# Coenonympha myops
Coenonympha myops ist ein Schmetterling (Tagfalter) aus der Familie der Edelfalter (Nymphalidae), der in Zentral-Asien vorkommt.

## Beschreibung
Coenonympha myops erinnert durch Färbung und Musterung an eine Erebie. Die Vorderflügeloberseite ist im Diskus dunkel kupferfarben, im Apex sitzt eine relativ große schwarze Ocelle. Die Hinterflügeloberseite ist dunkelbraun mit helleren Fransen versehen. Die Vorderflügelunterseite sieht wie die Oberseite aus, nur die Ocelle ist fein weiß gekernt und hell umrandet und die Flügelspitze ist weiß bestäubt. Die Hinterflügelunterseite ist graubraun marmoriert, diskal verläuft eine etwas dunklere Mittelbinde, hinter der postdiskal sechs, zu lichten Punkten geschrumpfte, graugelbe Ocellen stehen.
Die Unterart tekkensis (Staudinger, 1886) hat auch auf der Oberseite eine größere, deutlichere Ocelle, die Hinterflügelunterseite ist in der Grundfarbe so verdunkelt, dass die Mittelbinde sich kaum noch abhebt.
Ähnliche Arten
- Coenonympha macmahoni (Swinhoe 1908)
- Coenonympha amirica (Wyatt, 1961)
- Coenonympha nolckeni (Erschoff, 1874)
- Erebia ottomana Herrich-Schäffer, [1847][2]

## Verbreitung
Coenonympha myops kommt in Kasachstan, Turkmenistan, dem Iran, Süd-Usbekistan und Afghanistan bis zum Dsungarischen Alatau und Süd-Altai vor. Die Unterart tekkensis ist von der Oasengruppe Achal-Tekke und dem Kopet-Dag-Gebirge bekannt. Die Unterart mangystavica Lukhtanov, 1994 kommt in West-Kasachstan (Mangyshlak-Plateau) vor.

## Lebensweise
Coenonympha myops lebt in Steppen und Halbwüsten bis auf 2000 Meter Höhe und fliegt von März bis Mai.

## Systematik
Coenonympha myops wurde von Otto Staudinger als Erebia myops in der Entomologischen Zeitung anhand dreier männlicher, schon abgeflogener Falter, erstbeschrieben. Von vielen Autoren wird sie der aus drei Arten bestehenden Gattung Lyela Swinhoe, 1908 zugeordnet, die von Kodandaramaiah und Wahlberg 2009 mit Coenonympha synonymisiert wurde, da die Arten zusammen mit Coenonympha nolckeni eine Klade bilden.